# Graafschap Solms-Lich
Solms-Lich was een tot de Boven-Rijnse Kreits behorend graafschap binnen het Heilige Roomse Rijk.

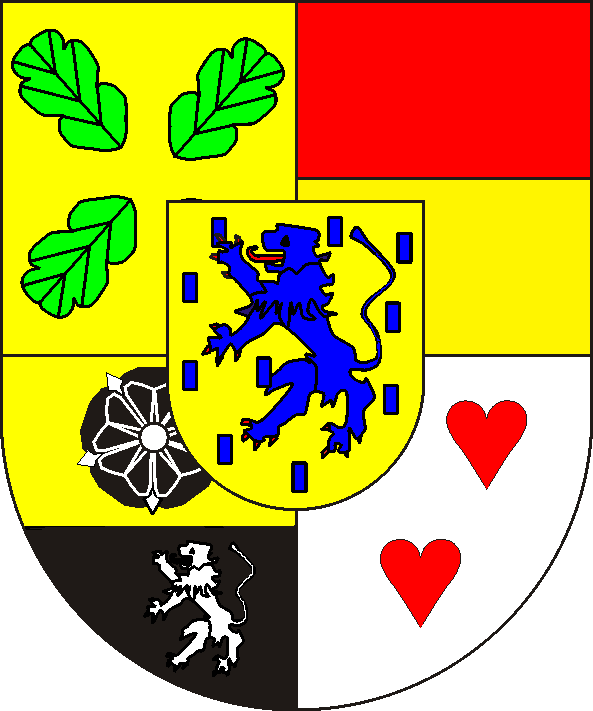
Solms-Hohensolms-Lich; 1: Greifenstein; 2: Münzenberg; 3a: Wildenfels; 3b: Sonnenwalde; 4: Tecklenburg; hart: Solms

In 778 wordt er in Lich een kerk gebouwd. In 1255 erven de heren van Falkenstein de burcht en de plaats van de heren van Hagen-Münzenberg. Na hun uitsterven komt Lich aan de graven van Solms.

## De vorming van het graafschap in 1420
Nadat het graafschap Solms op 28 mei 1420 is uitgebreid met Lich, Laubach en een deel van Münzenberg uit de erfenis van de graven van Falkenstein besluiten de broers Bernhard II en Jan V van Solms de bezittingen te delen. In een serie verdragen (het eerste van 17 juni 1420, het laatste van 22 maart 1436) wordt de verdeling vastgelegd.
- Bernhard II krijgt de kastelen Braunfels en Greifenstein, de stad Hungen en Wölfersheim. Hiermee wordt het graafschap Solms-Braunfels gevormd.
- Jan V krijgt Hohensolms, Laubach en Lich.

## Somls-Lich tot de afsplitsing van Solms-Laubach(1420-1548)
Ten gevolge van huwelijk van Jan V met Elizabeth van Kronberg-Rödelheim erft hun zoon Kuno in 1461 Rödelheim, aandelen in Assenheim, Niederwöllstadt, Petterweil, Dreeichenhain, Niederursel, een aandeel in de burcht Vilbel. Daardoor verplaatst het zwaartepunt van de bezittingen zich naar de zuidelijke Wetterau, waar Rödelheim gedurende een langere tijd het bestuurscentrum wordt.
In 1479 wordt 1/4 van het ambt en de stad Butzbach van de heen van Eppstein-Königstein verworven en in 1479 wordt het ambt Niederweisel gekocht van de heren van Eppstein. In 1494 worden de onderdanen bevrijd van jurisdicties buiten het graafschap. Het aandedeel in de burcht Vilbel wordt in 1503 afgestaan aan de heren van Eppstein-Königstein. In 1507 worden mijnbouwrechten verworven.
De graven breiden hun bezittingen ook uit met goederen buiten het huidige Hessen. Met name in het oosten van Duitsland worden gebieden verworven. In 1517 wordt het vooruitzicht op de heerlijkheid Pouch door de keurvorst van Saksen verleend, in 1537 wordt de heerlijkheid Sonnenwalde in Neder-Lausitz gekocht en in 1544 de heerlijkheid Pouch bij Bitterfeld.
Na de dood van graaf Philips in 1544 delen zijn zoons in 1548 de bezittingen:
- Reinhard I krijgt Lich en Hohensolms met 5/48 van Münzenberg.
- Otto krijgt Laubach, Rödelheim, Assenheim, Sonnenwalde en Pouch. Hiermee is het graafschap Solms-Laubach gevormd.

## Solms-Lich tot de hereniging met Solms-Hohensolms (1548-1718)
In het verkleinde Solms-Lich wordt in 1562 reformatie ingevoerd. Na de dood van graaf Reinhard I in 1562 gaat de versplintering door als drie van zijn zoons in 1579 opnieuw een deling doorvoeren:
- Ernst I krijgt het ambt Lich (uitgestorven in 1718)
- Eberhard krijgt het ambt Hohensolms (uitgestorven in 1600)
- Herman Adolf krijgt het aandeel in het ambt Butzbach

Na de dood van Eberhard van Hohensolms in 1600 wordt zijn gebied gevoegd bij dat van zijn jongere broer te Butzbach, die vervolgens de naam Solms-Hohensolms gaat voeren.

### De Dertigjarige Oorlog en Solms-Hohensolms
In de Dertigjarige Oorlog speelt graaf Philips Reinhard I van Solms-Hohensolms een rol als adviseur van de regering van Zweden. De Zweedse nederlagen hebben dan ook invloed op het graafschap. Op 30 oktober 1628 moet het ambt Königsberg aan Hessen-Darmstadt worden afgestaan, waartegen Hessen afstand doet van zijn aanspraken op Hohensolms. In 1637 neemt de keizer het leen Solms-Hohensolms zelfs terug. In paragraaf 33 van artikel 4 van de Vrede van Osnabrück in 1648 worden de bezittingen aan de familie teruggegeven.

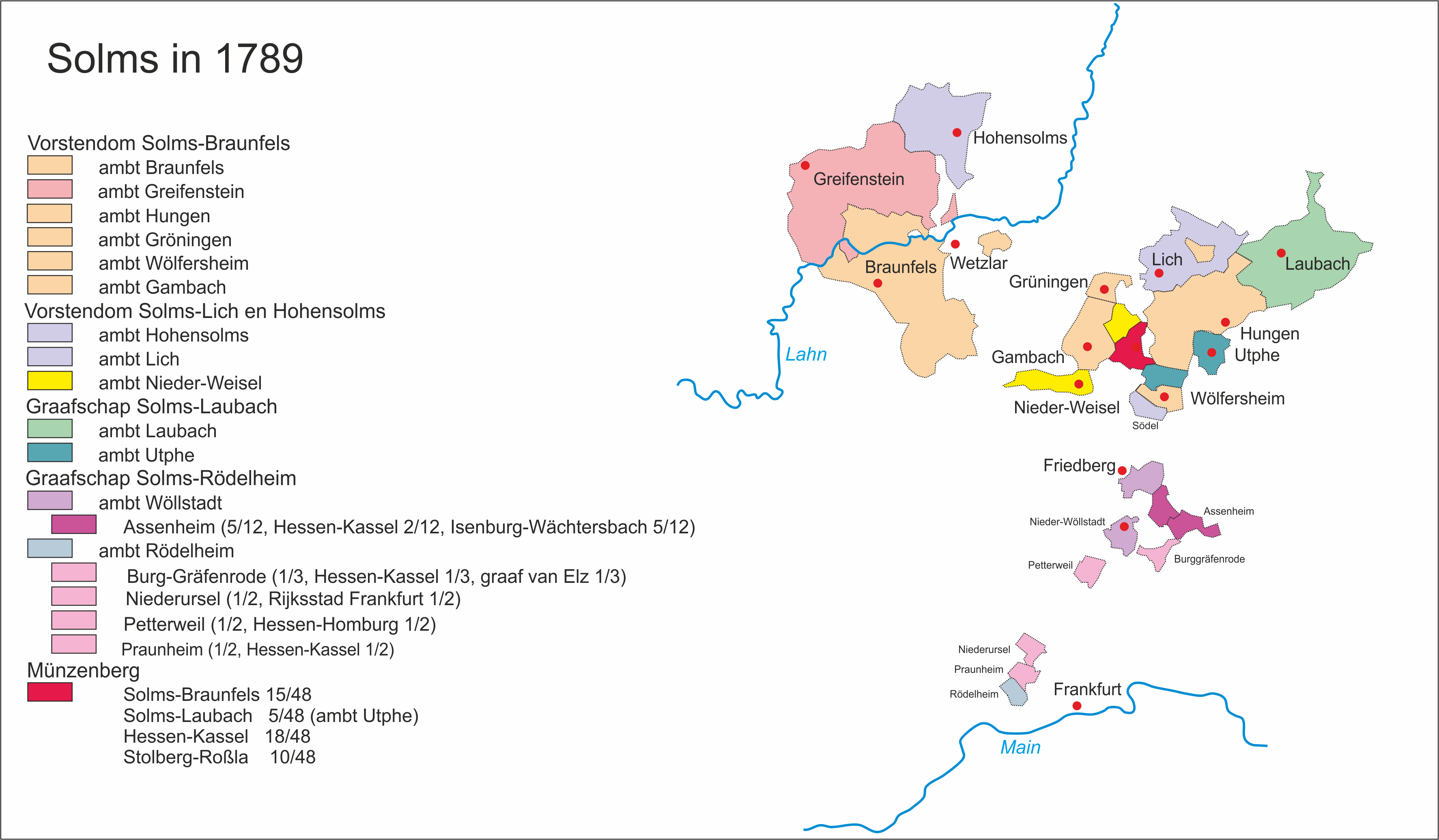
kaart van de landen van Solms in 1789

### De hereniging van de landen van Solms-Lich
Na het uitsterven van Solms-Lich in 1718 worden alle landen van de hoofdtak Solms-Lich verenigd onder de jongste tak Solms-Hohensolms. Deze graven voeren nu de titel graaf van Solms-Lich en Hohensolms.

## Solms-Lich-Hohensolms na 1718
De graaf wordt op 14 juli 1792 tot rijksvorst verheven.
Het weinige bezit wat de graven op de linker Rijnoever bezitten wordt in 1797/1801 door Frankrijk ingelijfd.
In paragraaf 16 van de Reichsdeputationshauptschluss van 25 februari 1803 worden ze schadeloos gesteld: de vorsten en graven van Solms voor het verlies van de heerlijkheden Rohrbach, Kratz-Scharfenstein en Hirschfeld en voor hun aanspraken op de abdij Arensburgen en het ambt Kleeberg: de abdijen Arensburg en Altenburg.
In artikel 24 van de Rijnbondakte wordt het ambt Hohensolms onder de soevereiniteit van de hertog van Nassau-Usingen en de vorst van Nassau-Weilburg gesteld en de andere bezittingen onder die van de groothertog van Hessen-Darmstadt: de mediatisering.
Op 31 mei 1815 sluit het hertogdom Nassau een verdrag af met het koninkrijk Pruisen waarbij het ambt Hohensolms aan Pruisen wordt afgestaan.

## Bezit
- ambt Hohensolms met de plaatsen Hohensolms, Ahrdt, Altenkirchen, Altenstädten, Bellersdorf, Bermel, Blasbach, Erda, Mudersbach en Oberlemp
- ambt Lich met de plaatsen Lich, Ober-Bessingen, Münster, Ettingshausen, Hattenrod en Södel
- ambt Nieder-Weisel (= 5/48 van Münzenberg) met de plaatsen Nieder-Weisel, Oes, Hausen, Eberstadt en Ober-Hörgern

## Regenten
| regering  | naam                  | geboren    | overleden | familie                 |
| --------- | --------------------- | ---------- | --------- | ----------------------- |
| 1409/32   | Jan V                 |            | 1457      | zoon van Otto van Solms |
| 1457-1477 | Kuno                  |            | 3-5-1477  | zoon                    |
| 1477-1544 | Philips               | 1468       | 3-10-1544 | zoon                    |
| 1544-1562 | Reinhard I            | 12-10-1491 | 23-9-1562 | zoon                    |
| 1562-1590 | Ernst I               | 17-8-1527  | 17-8-1590 | zoon                    |
| 1590-1596 | Reinhard II           | 14-2-1562  | 4-9-1596  | zoon                    |
| 1596-1602 | Georg Eberhard        | 30-7-1563  | 2-2-1602  | broer                   |
| 1602-1619 | Ernst II              | 30-7-1563  | 24-8-1619 | broer                   |
| 1619-1632 | Otto Sebastiaan       | 24-10-1614 | 13-1-1632 | zoon                    |
| 1632-1650 | Lodewijk Christof     | 6-10-1618  | 27-1-1650 | broer                   |
| 1650-1718 | Herman Adolf Maurits  | 12-9-1646  | 5-7-1718  | zoon                    |
| 1718-1744 | Frederik Willem       | 13-2-1682  | 17-1-1744 | van Solms-Hohensolms    |
| 1744-1803 | Karel Christiaan      | 16-4-1725  | 22-3-1803 | zoon                    |
| 1803-1806 | Karel Lodewijk August | 7-4-1762   | 10-6-1807 | zoon                    |